# Vacances utiles
Les vacances utiles représentent un engagement autour d’un projet solidaire, culturel, environnemental dans lequel on peut s’impliquer durant une période de temps libre. L’objectif est de progresser pour son développement personnel tout en contribuant à un projet. La plupart du temps les vacances utiles sont du bénévolat. L’échange humain, une responsabilité développée, l’esprit d’équipe et la solidarité sont des valeurs représentatives. Pendant ce séjour les personnes vivent autre chose, elles s’enrichissent avec un travail concret tout en participant au service d’une cause.
 (janvier 2013).

## Présentation vacances utiles
Les vacances utiles représentent le concept d’être acteur de ses vacances plutôt que consommateur par la prise d’initiatives, la prise de responsabilité, en mettant son temps libre  au bénéfice d’un projet.
La plupart du temps les missions (bénévoles) sont proposées par des associations. Celles-ci sont variées, avec par exemple des chantiers de jeune bénévoles, de séjours linguistiques, l’écovolontariat…. En devenant bénévoles ou volontaires dans ces structures, les participants, en équipe, offrent leurs compétences, leurs disponibilités, leur motivation à un projet dont les bénéfices s’adressent à une communauté. 
Les coûts de participation varient en fonction de la nature du projet, en relation le plus souvent avec l’hébergement, l’encadrement, la formation… Les associations organisatrices, l’État, les employeurs assurent parfois la prise en charge de certains coûts comme l’alimentation, le logement ou le déplacement.
Le public accueilli peut être majeur ou mineur. Dans ce dernier cas, la réglementation de la Jeunesse et Sport soumet l’organisateur de déclarer ses séjours selon la définition de l’article R227-1 du Code de l’Action Sociales et des Familles.
Les étudiants qui ont un cursus correspondant à des activités de vacances utiles peuvent parfois effectuer leur stage. 
Pour certaines vacances utiles, il est important d’être à jour avec ses vaccinations, en bonne santé, déterminé et de savoir vivre en collectivité.

### Camp chantier
Les camps chantiers de jeunes bénévoles  permettent aux jeunes de vivre une expérience originale. Ils s'apparentent à du Volontourisme mais ne sont jamais à but lucratif. Depuis 2009, il existe une charte des chantiers de jeunes qui permettent d’avoir un référentiel concernant toutes les activités de camps chantiers bénévoles. Cette expérience permet aux volontaires de vivre autour d’horizons variés dans un cadre original, atypique et de permettre la réalisation d’un travail concret, utile à la collectivité. Au programme, rénovation de monuments ou sites naturels, formation à diverses techniques de constructions ou encore rencontres de nouvelles personnes, découverte de la vie en collectivité sur le plan humain. 
L’association organisatrice prend soin de se doter d’une équipe d’encadrement dont l’expérience et les compétences techniques et pédagogiques (BAFA ou  BAFD) ont été acquis par des formations reconnues dans les secteurs concernés ou répondant à l’objet particulier du chantier.
Les types de campement diffèrent selon les lieux et les associations, ils peuvent être en dur ou sous toile par exemple.
Les associations qui s’occupent de la restauration de patrimoine sont variées.

### Camp chantiers de fouilles archéologiques
Les  chantiers de fouilles archéologiques  ont souvent lieu de juillet à septembre. Ce sont des associations en partenariat avec des régions, musées et universités. Il existe de nombreux sites bénévoles qui proposent des activités variées. Ces chantiers s’adressent généralement à des personnes majeures et sont accessibles sous certaines conditions. Selon les associations, les mineurs peuvent participer à un chantier de fouilles, ou à des stages d’initiation (ex : taille de silex).
Il est possible que certaines associations payent le logement et les frais alimentaires. 

### Partir en mission de solidarité international
Les missions de solidarité internationale ont pour objectif la participation au service d’une cause dans un pays en voie de développement, mais pas uniquement, dans le secteur associatif. 
Tout le monde  peut partir en missions de solidarité internationale. Il suffit d’être majeur, déterminé, et volontaire. Pour les employés, certaines entreprises peuvent financer des missions humanitaires en payant le billet d’avion, le coût du séjour…
Les étudiants peuvent bénéficier d’une bourse. Les personnes à contacter sont nombreuses. Il est possible de contacter les services publics, la mairie de la ville habitée qui fournit une liste d’associations, le conseil régional qui oriente vers des points d’informations ou le conseil départemental. 
Selon les associations, il est possible de toucher une indemnité financière et en fin de mission le volontaire peut prétendre à certaines aides.
Depuis une dizaine d'années, un nombre grandissant d'agences de voyages particulièrement actives sur le web se sont mises à vendre du "volontourisme" ou "tourisme humanitaire": un mélange entre le volontariat, l'humanitaire et le tourisme. De nombreuses voix s'élèvent pour dénoncer ces dérives qui s’apparentent plus à une forme de voyeurisme humanitaire hautement lucratif bien plus qu'à projet de solidarité. Des ONG proposent également ce type de voyage dans un but non lucratif.  

#### Congé de solidarité international
Lorsqu’on est salarié, il faut avoir au moins 1 an d’ancienneté selon la loi du 4 février 1995 pour pouvoir participer à une mission de solidarité. Cela s’appelle le congé de solidarité international. La durée de congé ou la durée cumulée de plusieurs projets ne peut dépasser plus de 6 mois. La mission doit obligatoirement se passer hors de France et relever soit, d'une association humanitaire, soit, d'une organisation internationale dont la France est membre. Dans ces deux cas le statut du salarié pendant le congé est suspendu, il est donc sans rémunération jusqu'à son retour.

#### Volontariat de solidarité international (VSI)
Pour participer à une mission de volontariat de solidarité international, il faut être majeur et sans emploi.  L’inscription se fait par le biais de Point d’Information Jeunesse ou Centre d’Information Jeunesse qui sont en contact avec des associations. Les volontaires peuvent toucher une indemnisation pendant leur séjour et après celui-ci une aide en fin de mission. Les missions se font hors du continent européen et peuvent durer entre 6 mois et 2 ans. Les  missions cumulées ne peuvent dépasser plus de 6 ans.

### Les différents campus d’été en université
Les campus ont pour objectif de favoriser l’apprentissage, les échanges internationaux, la rencontre de nouvelles personnes, et l’intégration. Il existe plusieurs types de  campus qui ont des finalités différentes. Par exemple, certains se déroulent juste avant la rentrée, le but est d’approfondir les connaissances entre futurs étudiants, qu’ils s’intègrent autour d’activités sportives et culturelles. D’autres sont destinées aux jeunes tout juste bacheliers, l’objectif  est d’apprendre de nouvelles méthodes de travail qui sont parfois difficiles à acquérir. D’autres encore ont pour objectif de mobiliser les étudiants  et sont à thèmes avec par exemple, l’étude de travaux qui portent sur l’histoire et les cultures d’alimentation (L’Institut Européen d’Histoire et des Cultures de l’Alimentation et l’université de Tours s’associent pour organiser ses campus d’été). Il existe notamment des camps qui permettent aux jeunes de partir à l’étranger tout en étant encadrés et en ayant des activités scolaires et aussi sportives. L’âge et le coût dépendent du type de camp choisi mais aussi du nombre d’activités. Le gouvernement français favorise les campus d’été étudiants.

### Écovolontariat
L’écovolontariat représente l’ensemble des missions associatives bénévoles, pour le développement durable  où les volontaires participent activement à la protection de la planète, en s’engageant dans des espaces naturels comme des parcs nationaux ou réserves naturelles et parfois en contact direct avec les animaux. L’objectif est de préserver la faune et la flore, en faisant de la reforestation, en promouvant l’agriculture biologique auprès d’associations, ou encore en effectuant des études sur la biodiversité. Certaines missions ne demandent pas d’être majeur. Plusieurs séjours sont proposés, par exemple des ateliers spécifiques pour les enfants (en famille), pour les chercheurs, pour les techniciens spécialisés et pour les bénévoles. Le prix varie en fonction de l’association, de la destination et des activités proposées. Les activités sont variées et concernent exclusivement le développement durable. 

### Séjour linguistique
Les séjours linguistiques sont ouverts à tous.  Ils permettent une immersion totale dans une nouvelle culture. Les journées sont composées habituellement d’une matinée de cours et d’une après-midi d’activités qui varient en fonction des associations. Lors de son séjour, la personne vit dans une famille d’accueil, ce qui lui permet de mieux s’immerger dans la culture du pays tout en partageant des moments de convivialité. Les prix sont différents selon les cours, le lieu, le logement et  l’association.

### Bénévolatetvolontariat
Étymologiquement le mot bénévolat  du latin bene et volo signifie « celui qui veut le bien ». Être bénévole c’est le fait d’agir en s’engageant sans  contrepartie et sans rémunération financière. Il est important de noter une différence entre le bénévolat et le volontariat. Le volontaire bénéficie d’un statut précis, il s’engage par contrat sur une période donné.  Il est aussi couvert par la sécurité sociale et la loi lui apporte un certain nombre de garanties comme des congés (dits aussi autorisations d’absence) et des possibilités de remboursements sur leurs frais engagés. 
Il existe plus de 14 millions de bénévoles référencés (enquête CNRS) qui apportent leurs services et contributions au sein d’associations françaises.  Les domaines d’activités sont variés comme l’humanitaire, les loisirs, le sport, la culture, la restauration du patrimoine…

## Intérêt
Les vacances utiles présentent plusieurs objectifs comme la contribution, la découverte de l’autre et de soi ou encore le partage. Principalement, c’est le fait d’agir, de donner de son temps libre dans la construction d’un projet commun et solidaire. C’est aussi l’occasion de partager des moments en famille ou entre amis. Il existe de nombreuses associations porteuses de projet. Ainsi, que ce soit sur le plan humain, écologique ou animal les associations répondent à de nombreuses attentes.

### Projet commun et esprit d’équipe
Les vacances utiles c’est s’organiser tous ensemble autour d’un projet. Par exemple, les chantiers de jeunes bénévoles rassemblent des équipes de 20 à 60 personnes autour d’un projet de restauration.
Dans ce cas, ce sont les actes d’un ensemble de personnes qui permettent la survie d’un édifice, ou encore la préservation d’un espace naturel.
Le travail d’équipe fait partie des valeurs des vacances utiles. En étant solidaire les participants mutualisent leurs aptitudes et compétences pour aboutir à la réussite d’un projet commun. Les vacances utiles permettent de rendre les participants responsables et autonomes, tout en développant leur sens de la vie en collectivité. 

### Découverte de soi et des autres
Une progression de son développement personnel se fait  grâce à la découverte de nouvelles personnes dans un nouveau milieu. Dans le cas des fouilles archéologiques, les participants découvrent des témoignages du passé, sur le site d'un ancien théâtre ou d'une villa gallo-romaine, ou encore en allant chercher des outils préhistoriques dans une grotte. Les rencontres nombreuses permettent un enrichissement humain intense. Que ce soit au sein des équipes réunies autour d’un projet ou des bénéficiaires d’une action (par exemple, enfants d’une école en construction en Afrique) ; les rencontres peuvent être multiples, variées et favoriser la découverte de nouvelles cultures, et  façons de vivre.

### Découverte d’une nouvelle culture
La découverte de nouvelles cultures, les échanges internationaux au sein d’un groupe, favorisent un rapprochement entre les peuples. Par exemple les séjours linguistiques en immersion totale dans la culture du pays sont reconnus pour permettre un apprentissage rapide d’une langue et d’une culture. En effet, c’est ici l’occasion de vivre au sein d’une famille et de partager des moments de convivialité tout en découvrant leur gastronomie, leurs coutumes, et histoire. Les résultats de ce type de séjour sont des progrès linguistiques avec un enrichissement culturel.